# Шонета фон Насау-Вайлбург
Шонета фон Насау-Вайлбург (на немски: Schonetta von Nassau-Weilburg; † 25 април 1436, Хилдесхайм) е графиня от Насау-Вайлбург и чрез женитби господарка на Хомбург и херцогиня на Брауншвайг-Остероде.

## Живот
Дъщеря е на граф Йохан I фон Насау-Вайлбург († 1371) и втората му съпруга графиня Йохана фон Саарбрюкен († 1381), дъщеря наследничка на граф Йохан II фон Саарбрюкен († 1380/1381) и Жилет дьо Бар-Пирефор († 1362).
Баща ѝ Йохан I получава през 1366 г. от император Карл IV за себе си и наследниците си титлата покнязен граф на империята.
Шонета се омъжва пр. 30 юни 1384 г. за Хайнрих X фон Хомбург († между 11 ноември и 4 декември 1409), син на Зигфрид фон Хомбург (1309 – 1380) и графиня фон Хонщайн-Зондерсхаузен. Бракът е бездетен. Той е погребан в манастир Кемнаде.
Между 28 юли и 22 септември 1414 г. тя се омъжва втори път за херцог Ото II фон Брауншвайг-Остероде (* ок. 1396; † 1452) от род Велфи, син на херцог Фридрих фон Брауншвайг-Остероде (1350 – 1421) и Аделхайд фон Анхалт († 1405). Бракът е бездетен. С метресата си Ото II има син.
Шонета фон Насау-Вайлбург умира на 25 април 1436 г. в Хилдесхайм и е погребана в катедралата там.
- Останки от замък Хомбург 
(2016)
- Остероде ам Харц 
(17 век)